# Loipothea imperialis
Loipothea imperialis är en insektsart som beskrevs av Rauno E. Linnavuori 1969. Loipothea imperialis ingår i släktet Loipothea och familjen dvärgstritar. Inga underarter finns listade i Catalogue of Life.